# Mount Airey
Mount Airey ist ein Berg im australischen Bundesstaat New South Wales. Er ist ungefähr 915 Meter hoch und liegt im Ort Wisemans Creek.
Am Fuße des Berges verläuft die Wisemans Creek.